# Orion (vesoljsko plovilo)
Vesoljsko plovilo Orion (angleško MPCV Orion Multi-Purpose Crew Vehicle) je planirano vesoljsko plovilo za raziskovanje vesolja čez nizkozemeljsko orbito. Načrtuje ga ameriško podjetje Lockheed Martin za NASO, Astrium in ESO.. Uporabljalo se bo za misije na Luno, asteroide in Mars. Služil bo kot rezervno plovilo za  Mednarodno vesoljsko postajo. Izstrelila naj bi ga Space Launch System. Vsak Orion bo prevažal 2-6 astronavtov.
MPCV program je NASA objavila 24. maja 2011, nekateri načrti in testi so ostali od preklicanega Constellation program, ki se je začel leta 2005 kot CEV - Crew Exploration Vehicle. Sprva naj bi ga izstrelil testirani, vendar pozneje preklicani Ares I
Prvi let brez posadke MPCV testni let je planiran za 2014 na raketi Delta IV Heavy. Prvi let s človeško posadko pa po letu 2020. Januarja 2013 sta ESA in NASA objavili, da bo servisni modul Orion gradilo vesoljsko podjetje Astrium za ESO.

## Galerija
- Orion zemeljsko testiranje v Coloradu
- EFT-1 Orion Junija 22, 2012.
- Orion MPCV na testiranju
- Orion na NASA Kennedy Space Center v Floridi.